# Общественные блага
Общественное благо (англ. public good) — благо, которое потребляется коллективно всеми гражданами независимо от того, платят они за него или нет. Общественные блага совсем не похожи на частные блага (доступные в потреблении и приносящие пользу только владельцу), практически невозможно организовать их продажу: индивиды с удовольствием пользуются эффектами общественных благ, но избегают за них платить (эффект безбилетника).

## История
Разделение общественного и частного блага восходит к Политике Аристотеля. Общественное благо является целью существования государства. Традицию Аристотеля продолжает Фома Аквинский выделяя «общее благо» (bonum commune).

## Определение
Согласно К. Р. Макконнеллу и С. Л. Брю, общественный товар — это товар или услуга, к которым неприменим принцип исключения и производство которых обеспечивается государством при условии, что они приносят существенные выгоды обществу.

## Признаки общественного блага
- признак неисключения — практически невозможно исключить человека из круга потребителей данного блага;
- признак неконкурентности в потреблении — потребление блага одним человеком не уменьшает возможностей потребления его другим;
- признак неделимости — благо нельзя разложить на отдельные единицы.

## Примеры
Чистых общественных благ не так много, чаще встречаются смешанные блага, включающие в себя свойства как от частных, так и от общественных благ.
- Почти чистые общественные блага
  - маяк, направляющий моряков ночью, светит всем, до кого доходит его свет
  - обеспеченная внутренняя и внешняя безопасность правового государства доступна всем, кто находится на его территории.
- Перегружаемые общественные блага
  - общественный транспорт
  - дороги
- Клубные блага / блага совместного потребления
  - библиотека
  - парковка

## Спрос на общественные блага
Кривая спроса на чисто общественное благо отражает предельную полезность всего объема блага. Совокупный спрос определяется суммированием цен каждого потребителя при заданном объеме (вертикальное суммирование). Все потребители должны потреблять весь объем выпускаемого общественного блага.
Оптимальное количество общественного блага описывается условием Самуэльсона.

## Роль государства в обеспечении предложения общественных благ
Существует мнение, что общественные блага может предоставлять только государство, однако это не так. В XVII веке в Англии осуществлялось строительство маяков частными лицами ради индивидуальной выгоды, в то время как существовала специальная государственная служба, созданная в том числе для постройки маяков; а рэкетиры, например, предлагают защиту прав собственности от членов своей и других организаций.
Государство должно брать на себя заботы о производстве общественных товаров и организовывать совместную оплату гражданами.
Наиболее очевидна целесообразность участия государства в удовлетворении потребностей в чистых общественных благах благодаря их свойствам неисключаемости и неконкурентности. В большинстве стран государство не только финансирует поставку подобных благ за счет налогов, но и непосредственно организует их создание силами общественного сектора.
В ряде случаев государство вмешивается в производство и распределение частных благ исходя из политических или социальных целей. Это касается, прежде всего, социально значимых благ.